# 주관적 기대효용
의사결정 이론에서 주관적 기대 효용(subjective expected utility)은 위험이 있을 때 의사 결정자가 인식한 경제적 기회의 매력으로 간주된다. 프랭크 램지(Frank Plumpton Ramsey)와 존 폰 노이만(John von Neumann)의 이전 연구에 따라 1954년 레너드 지미 새비지(Leonard Jimmie Savage)가 '주관적 기대효용'을 사용하여 의사 결정자의 행동을 특성화하고 촉진시켰다.주관적 기대효용 이론은 두 가지 주관적 개념, 즉 개인적인 기대효용치와 개인적인 확률추정값(보통 베이즈 확률론에 근거)을 결합한다.

## 효용함수
레너드 새비지는 의사 결정자가 합리성의 공리를 고수하고 불확실한 사건이 각각{\displaystyle u(x_{i})}의 유용성(효용,utility)을 가진 가능한 결과들에서 {\displaystyle \{x_{i}\}}를 가질수있다고 믿는다면 이러한 개인의 선택은 각 결과의 확률이 {\displaystyle P(x_{i})}일 것이라는 주관적 신념과 함께 그러한 효용함수(utility function)에서 발생하는 것으로 설명할 수 있다. 따라서 주관적인 기대효용 역시 효용의 기댓값을 아래와 같이 보여줄 수 있다.
{\displaystyle \mathrm {E} [u(X)]=\sum _{i}\;u(x_{i})\;P(x_{i})}

## 예
{\displaystyle \mathrm {E} [u(Y)]=\sum _{j}\;u(y_{j})\;P(y_{j})}
예를 들어, 주사위를 한 번 던졌을 때, 각 눈의 값이 나올 확률은 {\displaystyle {{1} \over {6}}=0.166...}이지만
이때 주사위값의 주관적인 기댓값을 각 눈의 값으로 기대한다면 각각 확률을 곱한 값의 합은
{\displaystyle 1\cdot {{1} \over {6}}+2\cdot {{1} \over {6}}+3\cdot {{1} \over {6}}+4\cdot {{1} \over {6}}+5\cdot {{1} \over {6}}+6\cdot {{1} \over {6}}=3.5}으로 주사위의 눈 6이 나올 확율은 3.5로 높아진다.
주사위를 한 번 던졌을 때, 각 눈의 값이 나올 확률은 {\displaystyle {{1} \over {6}}}이고, 이때 주사위값의 주관적인 기댓값을 각 눈의 순서의 역순으로 기대한다고 하더라도 각각 확률을 곱한 값의 합은 역시
{\displaystyle \left(6\cdot {{1} \over {6}}\right)+\left(5\cdot {{1} \over {6}}\right)+\left(4\cdot {{1} \over {6}}\right)+\left(3\cdot {{1} \over {6}}\right)+\left(2\cdot {{1} \over {6}}\right)+\left(1\cdot {{1} \over {6}}\right)=3.5}이다. 가장 기대하지 않는 주사위의 눈 6이 나올 확율은 3.5로 그대로이다.
이러한 맥락은 기대효용이 전혀 다른 주관적인 가치판단에 의해서도 같은 결과를 보여줄 수 있다는 점을 보여줄뿐만아니라 오히려 결과에 상관없이 선택에서는 주관적인 가치가 중요하게 작용한다는 점에서 의미가 크다.

## 기대효용 극대화
기대효용 극대화(Maximum Expected Utility, MEU)는 불확실한 미래 상황에서 이행할 수 있는 행위들 가운데 평균 효용이 가장 큰 행위를 선택하는 것을 가리킨다.

## 같이 보기
- 기대효용가설
- 휴리스틱 이론
- 통계적 결정이론